# Heimatmuseum Oedt
Seit 1989 betreibt der Heimatverein Oedt in den Kellerräumen des ehemaligen Rathauses von Oedt das Heimatmuseum Oedt. Hier werden in verschiedenen Räumen unterschiedliche Exponate zur ehemaligen Gemeinde Oedt gezeigt. Neben dem Heimatmuseum betreibt der Heimatverein eine Dauerausstellung in der Burg Uda.

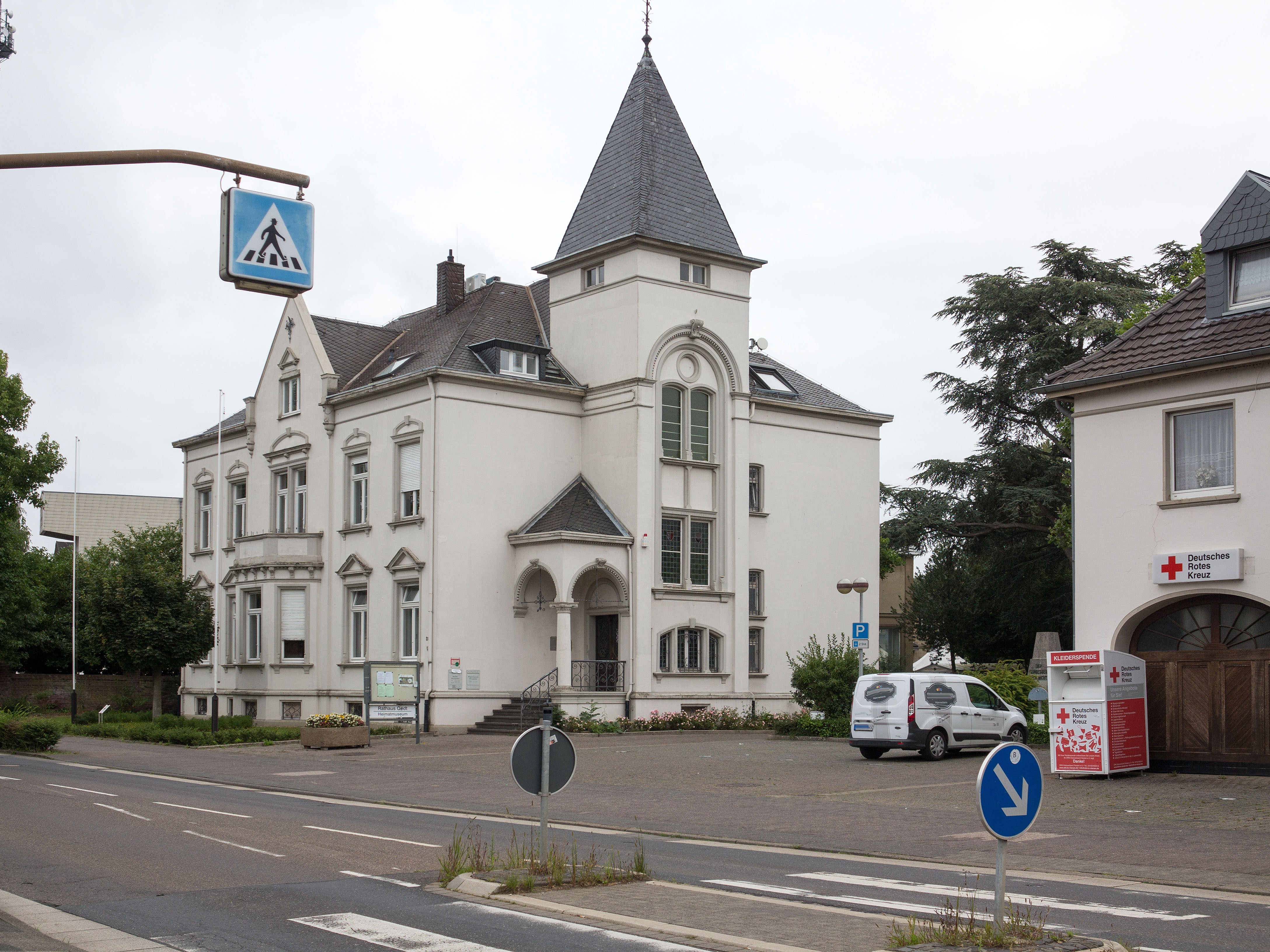
Heimatmuseum Oedt

## Ausstellungsbereiche
- Raum 1 – Darstellung der Altgemeinde Oedt mit Verwaltung und sozialen Einrichtungen sowie Ortsmodellen von Oedt, der Honschaft Hagen und des Heimers Hofes (jeweils nach dem Kataster von 1825).
- Raum 2 – Militär- und Kriegsdienste sowie Opfer der Kriege (1870–1871, 1914–1918 und 1939–1945)
- Raum 3
  - Abteilung 1 – Vor- und Frühgeschichte (Stein- bis Frankenzeit) von Oedt
  - Abteilung 2 – Mittelalter, insbesondere zahlreiche Funde aus der Ausgrabung von 1961
- Raum 4
  - Abteilung 1 – Exponate zur Oedter Familie Mooren
  - Abteilung 2 – das Oedter Vereinsleben
  - Abteilung 3 – die Textilindustrie von Oedt (Berufskleiderfabrik P. Mertes Söhne und Girmeswerke AG)
- Raum 5 – Entwicklung der Kirche St. Vitus